# 朝鮮婦女總同盟
朝鮮婦女總同盟（：／）簡稱婦總，是一個1945年在朝鮮半島建立的群眾性婦女組織。劉英俊為總裁，丁七星、許河伯為副總裁。
隨著大韓民國建立，朝鮮半島南部左翼勢力削弱，更名為南朝鮮民主女性同盟。1951年1月，朝鮮婦女總同盟与北朝鮮民主女性同盟在朝鮮民主主義人民共和國重組成為朝鮮民主女性同盟。